# Piero de Ponte
Piero de Ponte (Asti, 26 augustus 1462 - Birgu, 18 november 1535) was vanaf 1534 tot aan zijn dood, een jaar later, de 45ste grootmeester van de Orde van Sint-Jan van Jeruzalem. Hij volgde in 1534 Philippe Villiers de l'Isle Adam op.
Tijdens zijn regeerperiode steunde hij keizer Karel V in zijn oorlog tegen de stad Tunis. Tevens trad hij hardop tegen de Siciliaanse handelaren op het eiland toen er een voedseltekort dreigde. Piero de Ponte stierf op 18 november 1535 en werd opgevolgd door Didier de Tholon Saint-Jaille. De Ponte werd eerst begraven in Fort St.-Angelo, maar werd later herbegraven in de Sint-Janscokathedraal.